# James Scott Cooper
Pour les articles homonymes, voir James Cooper et Cooper.
James Scott Cooper (né en 1874 et tmort en 1931) est un bootlegger canadien qui gagne en prospérité durant la période de la prohibition de l'alcool au Canada.

## Bootlegger
En octobre 1919, l'Ontario vote une loi sur la prohibition de l'alcool. Cette loi permettait aux résidents d'acheter de l'alcool pour leur usage personnel, mais fermait du même coup les établissements basés sur la vente d'alcool. Cependant, la loi n'interdisait pas aux distilleries ontariennes de prendre des commandes qui ne venaient d'Ontario pas plus que les distilleries d'ailleurs n'étaient pas empêchées d'en prendre en Ontario. Cooper ouvre alors un bureau à Détroit et prend des commandes par téléphone de résidents de Windsor, qu'il revoie en sous-traitance dans les distilleries ontariennes. Il mit se stratagème aux services des distilleries de Hiram Walker (en) (Hiram Walker and Sons Ltd. distillery) et pour le directeur de la Dominion Distillery products. Travaillant à commission, il gagnait environ un dollar par commande.

## Fermier innovateur
Bien qu'ayant gagné la majeure partie de sa fortune par les activités de contrebande d'alcool, Cooper est aussi un innovateur en matière d'agriculture dans le sud de l'Ontario. En 1918, il achète une terre de 105 acres (0,42 km²) près de Belle River (aujourd'hui Lakeshore), sur laquelle il installe un système d'irrigation et pratique un labourage plus profond pour ainsi permettre un début de récolte plus hâtif. De plus, il installe des tuiles d'argile pour permettre le drainage du sol. Cette méthode est rapidement imitée par les fermes voisines, mais le carrelage étant peu connu et abordable, Cooper a l'idée d'installer une usine de fabrication de tuiles directement sur son terrain. Cette usine, la Belle River Seed and Grain Company, a alors permis de produire en 10 000 et 20 000 briques par jour.
Disposant de revenus confortables, Cooper construit plusieurs bâtiments dont un manoir à Walkerville. Ayant pas ou peu investie en bourse, il conserve sa fortune à la suite du krach boursier de 1929.

## Disparition et mort
En 1931, Cooper s'embarque à bord du S.S. Deutschland pour l'Europe. Le 10 février 1931, sa femme Helen envoie un télégramme en direction de Windsor signifiant que Cooper est passé par-dessus bord et que son corps n'a jamais été repêché. Il a ensuite été spéculé qu'il aurait simulé sa propre mort.

## Référence
- (en) Cet article est partiellement ou en totalité issu de l’article de Wikipédia en anglais intitulé « James Scott Cooper » (voir la liste des auteurs).

1. 1 2 3  Laryssa Landale, « James Scott Cooper », sur Walkerville Times (consulté le 21 janvier 2009)

## Autres sources
- Gervais, C.H Marty. The Rumrunners: A Prohibition Scrapbook. 1980.
- Hallowell, Gerald. Prohibition in Canada: The Canadian Encyclopedia. Hurtig, 1988.
- CBC News. A Timeline of Prohibition and Liquor Legislation in Canada. June 2005.